# Gant-Wevelgem 2020
La Gant-Wevelgem 2020 va ser la 82a edició de la clàssica belga Gant-Wevelgem i es disputà l'11 d'octubre de 2020 sobre un recorregut de 238 km, amb sortida a Ieper i arribada a Wevelgem. La cursa formava part de l'UCI World Tour 2020, amb una categoria 1.UWT. Inicialment la cursa s'havia de disputar el 29 de març, però per culpa de la pandèmia de COVID-19 fou posposada fins a l'octubre.
El vencedor final fou el danès Mads Pedersen (Trek-Segafredo), que s'imposà a l'esprint en un petit grup capdavanter. Completaren el podi Florian Sénéchal (Deceuninck-Quick Step) i Matteo Trentin (CCC Team).

## Equips
En la cursa hi prendran part 25 equips, els 19 equips UCI WorldTeams i sis equips convidats de categoria professional continental:
| WorldTeams (19)- AG2R La Mondiale - Astana - Bahrain McLaren - Bora-Hansgrohe - CCC Team - Cofidis - Deceuninck-Quick Step - EF Pro Cycling - Groupama-FDJ - Israel Start-Up Nation - Lotto Soudal - Mitchelton-Scott - Movistar Team - NTT Pro Cycling - Ineos Grenadiers - Jumbo-Visma - Team Sunweb - Trek-Segafredo - UAE Team Emirates ProTeams (6)- Alpecin-Fenix - Total Direct Énergie - B&B Hotels-Vital Concept p/b KTM - Bingoal-Wallonie Bruxelles - Circus-Wanty Gobert - Sport Vlaanderen-Baloise |
| |

## Recorregut
El recorregut del 2020 es força diferent al de les edicions passades. La COVID-19 obligà a revisar el recorregut, evitant el pas per França, amb la qual cosa es passa a tan sols 9 cotes a superar, alguna d'elles sobre llambordes.
| Cim | Nom                                  | Km    | Ferm              | Llargada (m) | Pendent mitjana | Pendent màxima | Km a meta |
| --- | ------------------------------------ | ----- | ----------------- | ------------ | --------------- | -------------- | --------- |
| 1   | Mont des Cats                        | 142,4 | asfalt            | 500m         | 9 %             | 14 %           | 112,3     |
| 2   | Vert Mont                            | 146,6 | asfalt            | 2,3km        | 3,6%            | 8%             | 108,1     |
| 3   | Mont Noir - Cota de Ravel Put        | 148,8 | asfalt            | 2,4km        | 4,4%            | 13,9%          | 105,9     |
| 4   | Mont Noir - Cota de la Blanchisserie | 154,1 | asfalt            | 2,4km        | 4,1%            | 13,9%          | 100,6     |
| 5   | Baneberg                             | 171,8 | asfalt            | 270m         | 9%              | 13%            | 82,9      |
| 6   | Kemmelberg - Belvedère               | 179,8 | asfalt/llambordes | 3km          | 4%              | 22%            | 74,9      |
| 7   | Monteberg                            | 183,8 | asfalt            | 1000m        | 7,3%            | 10%            | 70,9      |
| 8   | Baneberg                             | 215,8 | asfalt            | 270m         | 9 %             | 13%            | 38,9      |
| 9   | Kemmelberg - Ossuaire                | 220,4 | asfalt/llambordes | 500m         | 11,6%           | 22%            | 34,3      |

## Classificació final
| \| Classificació general \| Classificació general \| Classificació general \| Classificació general \| Classificació general \| \| Corredor \| Corredor \| Equip \| Temps \| \| \| --------------------- \| --------------------- \| --------------------- \| --------------------- \| --------------------- \| \| 1r \| Mads Pedersen \| Trek-Segafredo \| 5h 19' 20" \| \| \| 2n \| Florian Sénéchal \| Deceuninck-Quick Step \| + 0" \| \| \| 3r \| Matteo Trentin \| CCC Team \| + 0" \| \| \| 4t \| Alberto Bettiol \| EF Pro Cycling \| + 1" \| \| \| 5è \| Stefan Küng \| Groupama-FDJ \| + 3" \| \| \| 6è \| John Degenkolb \| Lotto-Soudal \| + 4" \| \| \| 7è \| Yves Lampaert \| Deceuninck-Quick Step \| + 4" \| \| \| 8è \| Wout van Aert \| Jumbo-Visma \| + 7" \| \| \| 9è \| Mathieu van der Poel \| Alpecin-Fenix \| + 8" \| \| \| 10è \| Dylan Teuns \| Bahrain McLaren \| + 1' 40" \| \| \| 11è \| Kasper Asgreen \| Deceuninck-Quick Step \| + 1' 56" \| \| \| 12è \| Luke Rowe \| Ineos Grenadiers \| + 1' 56" \| \| \| 13è \| Florian Vermeersch \| Lotto-Soudal \| + 1' 56" \| \| \| 14è \| Oliver Naesen \| AG2R La Mondiale \| + 2' 04" \| \| \| 15è \| Jean-Pierre Drucker \| Bora-Hansgrohe \| + 2' 04" \| \| |                      |                       |            |
| |                      |                       |            |
| Font: ProCyclingStats |                      |                       |            |
| Classificació general |                      |                       |            |
| Corredor | Corredor             | Equip                 | Temps      |
| 1r | Mads Pedersen        | Trek-Segafredo        | 5h 19' 20" |
| 2n | Florian Sénéchal     | Deceuninck-Quick Step | + 0"       |
| 3r | Matteo Trentin       | CCC Team              | + 0"       |
| 4t | Alberto Bettiol      | EF Pro Cycling        | + 1"       |
| 5è | Stefan Küng          | Groupama-FDJ          | + 3"       |
| 6è | John Degenkolb       | Lotto-Soudal          | + 4"       |
| 7è | Yves Lampaert        | Deceuninck-Quick Step | + 4"       |
| 8è | Wout van Aert        | Jumbo-Visma           | + 7"       |
| 9è | Mathieu van der Poel | Alpecin-Fenix         | + 8"       |
| 10è | Dylan Teuns          | Bahrain McLaren       | + 1' 40"   |
| 11è | Kasper Asgreen       | Deceuninck-Quick Step | + 1' 56"   |
| 12è | Luke Rowe            | Ineos Grenadiers      | + 1' 56"   |
| 13è | Florian Vermeersch   | Lotto-Soudal          | + 1' 56"   |
| 14è | Oliver Naesen        | AG2R La Mondiale      | + 2' 04"   |
| 15è | Jean-Pierre Drucker  | Bora-Hansgrohe        | + 2' 04"   |

## Llista de participants
| UAE Team Emirates UAD | UAE Team Emirates UAD      | UAE Team Emirates UAD |
| --------------------- | -------------------------- | --------------------- |
| Núm                   | Ciclista                   | Pos                   |
| 1                     | Alexander Kristoff (NOR)   | 19è                   |
| 2                     | Tom Bohli (SUI)            | DNF                   |
| 3                     | Sven Erik Bystrøm (NOR)    | 42è                   |
| 4                     | Vegard Stake Laengen (NOR) | 89è                   |
| 5                     | Marco Marcato (ITA)        | 95è                   |
| 6                     | Rui Oliveira (POR)         | DNF                   |
| 7                     | Jasper Philipsen (BEL)     | 47è                   |

| Deceuninck-Quick Step DQT | Deceuninck-Quick Step DQT   | Deceuninck-Quick Step DQT |
| ------------------------- | --------------------------- | ------------------------- |
| Núm                       | Ciclista                    | Pos                       |
| 11                        | Sam Bennett (IRL)           | DNF                       |
| 12                        | Kasper Asgreen (DEN) (ruta) | 11è                       |
| 13                        | Tim Declercq (BEL)          | 71è                       |
| 14                        | Yves Lampaert (BEL)         | 7è                        |
| 15                        | Florian Sénéchal (FRA)      | 2n                        |
| 16                        | Zdeněk Štybar (CZE)         | 41è                       |
| 17                        | Bert Van Lerberghe (BEL)    | 72è                       |

| Lotto-Soudal LTS | Lotto-Soudal LTS         | Lotto-Soudal LTS |
| ---------------- | ------------------------ | ---------------- |
| Núm              | Ciclista                 | Pos              |
| 21               | Caleb Ewan (AUS)         | DNF              |
| 22               | Jasper De Buyst (BEL)    | 64è              |
| 23               | John Degenkolb (GER)     | 6è               |
| 24               | Frederik Frison (BEL)    | 26è              |
| 25               | Roger Kluge (GER)        | DNF              |
| 26               | Brent Van Moer (BEL)     | 33è              |
| 27               | Florian Vermeersch (BEL) | 13è              |

| AG2R La Mondiale ALM | AG2R La Mondiale ALM    | AG2R La Mondiale ALM |
| -------------------- | ----------------------- | -------------------- |
| Núm                  | Ciclista                | Pos                  |
| 31                   | Oliver Naesen (BEL)     | 14è                  |
| 32                   | Silvan Dillier (SUI)    | 22è                  |
| 33                   | Julien Duval (FRA)      | 50è                  |
| 34                   | Dorian Godon (FRA)      | DNF                  |
| 35                   | Alexis Gougeard (FRA)   | 46è                  |
| 36                   | Lawrence Naesen (BEL)   | 34è                  |
| 37                   | Stijn Vandenbergh (BEL) | DNF                  |

| Astana AST | Astana AST              | Astana AST |
| ---------- | ----------------------- | ---------- |
| Núm        | Ciclista                | Pos        |
| 41         | Danil Fominikh (KAZ)    | DNF        |
| 42         | Laurens De Vreese (BEL) | DNF        |
| 43         | Ievgueni Guiditx (KAZ)  | DNF        |
| 44         | Dmitri Grúzdev (KAZ)    | DNF        |
| 45         | Hugo Houle (CAN)        | 36è        |
| 46         | Davide Martinelli (ITA) | DNF        |
| 47         | Nikita Stalnow (KAZ)    | DNF        |

| Bahrain McLaren TBM | Bahrain McLaren TBM       | Bahrain McLaren TBM |
| ------------------- | ------------------------- | ------------------- |
| Núm                 | Ciclista                  | Pos                 |
| 51                  | Mark Cavendish (GBR)      | 74è                 |
| 52                  | Dylan Teuns (BEL)         | 10è                 |
| 53                  | Sonny Colbrelli (ITA)     | DNF                 |
| 54                  | Iván García Cortina (ESP) | 51è                 |
| 55                  | Marco Haller (AUT)        | DNF                 |
| 56                  | Marcel Sieberg (GER)      | DNF                 |
| 57                  | Fred Wright (GBR)         | 39è                 |

| Bora-Hansgrohe BOH | Bora-Hansgrohe BOH        | Bora-Hansgrohe BOH |
| ------------------ | ------------------------- | ------------------ |
| Núm                | Ciclista                  | Pos                |
| 61                 | Pascal Ackermann (GER)    | DNF                |
| 62                 | Marcus Burghardt (GER)    | 31è                |
| 63                 | Jean-Pierre Drucker (LUX) | 15è                |
| 64                 | Daniel Oss (ITA)          | DNF                |
| 65                 | Lukas Pöstlberger (AUT)   | DNF                |
| 66                 | Andreas Schillinger (GER) | 60è                |
| 67                 | Michael Schwarzmann (GER) | DNF                |

| CCC Team CCC | CCC Team CCC                   | CCC Team CCC |
| ------------ | ------------------------------ | ------------ |
| Núm          | Ciclista                       | Pos          |
| 71           | Matteo Trentin (ITA)           | 3r           |
| 72           | Jonas Koch (GER)               | DNF          |
| 73           | Michael Schär (SUI)            | 68è          |
| 74           | Gijs Van Hoecke (BEL)          | 32è          |
| 75           | Nathan Van Hooydonck (BEL)     | 53è          |
| 76           | Guillaume Van Keirsbulck (BEL) | 81è          |
| 77           | Georg Zimmermann (GER)         | 66è          |

| Cofidis COF | Cofidis COF              | Cofidis COF |
| ----------- | ------------------------ | ----------- |
| Núm         | Ciclista                 | Pos         |
| 81          | Christophe Laporte (FRA) | DNF         |
| 82          | Dimitri Claeys (BEL)     | DNF         |
| 83          | Piet Allegaert (BEL)     | 55è         |
| 84          | Cyril Lemoine (FRA)      | 25è         |
| 85          | Damien Touzé (FRA)       | 40è         |
| 87          | Julien Vermote (BEL)     | 58è         |

| EF Pro Cycling EF1 | EF Pro Cycling EF1        | EF Pro Cycling EF1 |
| ------------------ | ------------------------- | ------------------ |
| Núm                | Ciclista                  | Pos                |
| 91                 | Alberto Bettiol (ITA)     | 4t                 |
| 92                 | Jens Keukeleire (BEL)     | 91è                |
| 93                 | Sebastian Langeveld (NED) | DNF                |
| 94                 | Jonas Rutsch (GER)        | DNF                |
| 95                 | Thomas Scully (NZL)       | 44è                |
| 96                 | Julius van den Berg (NED) | 94è                |
| 97                 | Sep Vanmarcke (BEL)       | 17è                |

| Groupama-FDJ GFC | Groupama-FDJ GFC           | Groupama-FDJ GFC |
| ---------------- | -------------------------- | ---------------- |
| Núm              | Ciclista                   | Pos              |
| 101              | Stefan Küng (SUI)          | 5è               |
| 103              | Kevin Geniets (LUX) (ruta) | NP               |
| 104              | Fabian Lienhard (SUI)      | DNF              |
| 105              | Tobias Ludvigsson (SWE)    | NP               |
| 106              | Mickaël Delage (FRA)       | DNF              |
| 107              | Jake Stewart (GBR)         | 35è              |

| Israel Start-Up Nation ISN | Israel Start-Up Nation ISN | Israel Start-Up Nation ISN |
| -------------------------- | -------------------------- | -------------------------- |
| Núm                        | Ciclista                   | Pos                        |
| 111                        | Nils Politt (GER)          | 52è                        |
| 112                        | Travis McCabe (USA)        | DNF                        |
| 113                        | Guillaume Boivin (CAN)     | DNF                        |
| 114                        | Itamar Einhorn (ISR)       | DNF                        |
| 115                        | André Greipel (GER)        | DNF                        |
| 116                        | Hugo Hofstetter (FRA)      | 24è                        |
| 117                        | Tom Van Asbroeck (BEL)     | 48è                        |

| Jumbo-Visma TJV | Jumbo-Visma TJV             | Jumbo-Visma TJV |
| --------------- | --------------------------- | --------------- |
| Núm             | Ciclista                    | Pos             |
| 121             | Wout van Aert (BEL)         | 8è              |
| 122             | Pascal Eenkhoorn (NED)      | 63è             |
| 123             | Amund Grøndahl Jansen (NOR) | 90è             |
| 124             | Taco van der Hoorn (NED)    | 54è             |
| 125             | Timo Roosen (NED)           | 59è             |
| 126             | Mike Teunissen (NED)        | 18è             |
| 127             | Maarten Wynants (BEL)       | DNF             |

| Mitchelton-Scott MTS | Mitchelton-Scott MTS      | Mitchelton-Scott MTS |
| -------------------- | ------------------------- | -------------------- |
| Núm                  | Ciclista                  | Pos                  |
| 131                  | Jack Bauer (NZL)          | DNF                  |
| 132                  | Luke Durbridge (AUS)      | DNF                  |
| 133                  | Alexander Edmondson (AUS) | DNF                  |
| 134                  | Kaden Groves (AUS)        | DNF                  |
| 135                  | Alexander Konychev (ITA)  | 80è                  |
| 136                  | Luka Mezgec (SLO)         | 65è                  |
| 137                  | Barnabás Peák (HUN)       | DNF                  |

| Movistar Team MOV | Movistar Team MOV              | Movistar Team MOV |
| ----------------- | ------------------------------ | ----------------- |
| Núm               | Ciclista                       | Pos               |
| 141               | Iñigo Elosegui (ESP)           | DNF               |
| 142               | Juri Hollmann (GER)            | 67è               |
| 143               | Johan Jacobs (SUI)             | 16è               |
| 144               | Sebastián Mora Vedri (ESP)     | DNF               |
| 145               | Eduard Prades i Reverter (ESP) | 70è               |

| NTT Pro Cycling NTT | NTT Pro Cycling NTT               | NTT Pro Cycling NTT |
| ------------------- | --------------------------------- | ------------------- |
| Núm                 | Ciclista                          | Pos                 |
| 151                 | Edvald Boasson Hagen (NOR)        | 45è                 |
| 152                 | Samuele Battistella (ITA)         | 61è                 |
| 153                 | Michael Gogl (AUT)                | 92è                 |
| 154                 | Michael Valgren Andersen (DEN)    | 93è                 |
| 155                 | Reinardt Janse van Rensburg (RSA) | 28è                 |
| 156                 | Rasmus Tiller (NOR)               | 43è                 |
| 157                 | Max Walscheid (GER)               | 57è                 |

| Ineos Grenadiers IGD | Ineos Grenadiers IGD      | Ineos Grenadiers IGD |
| -------------------- | ------------------------- | -------------------- |
| Núm                  | Ciclista                  | Pos                  |
| 161                  | Michał Kwiatkowski (POL)  | DNF                  |
| 162                  | Leonardo Basso (ITA)      | 79è                  |
| 163                  | Christian Knees (GER)     | DNF                  |
| 164                  | Christopher Lawless (GBR) | 83è                  |
| 165                  | Ethan Hayter (GBR)        | DNF                  |
| 166                  | Luke Rowe (GBR)           | 12è                  |
| 167                  | Owain Doull (GBR)         | DNF                  |

| Team Sunweb SUN | Team Sunweb SUN       | Team Sunweb SUN |
| --------------- | --------------------- | --------------- |
| Núm             | Ciclista              | Pos             |
| 172             | Nikias Arndt (GER)    | DNF             |
| 173             | Cees Bol (NED)        | 21è             |
| 174             | Alberto Dainese (ITA) | DNF             |
| 175             | Nils Eekhoff (NED)    | DNF             |
| 176             | Max Kanter (GER)      | DNF             |
| 177             | Mark Donovan (GBR)    | DNF             |

| Trek-Segafredo TFS | Trek-Segafredo TFS   | Trek-Segafredo TFS |
| ------------------ | -------------------- | ------------------ |
| Núm                | Ciclista             | Pos                |
| 181                | Mads Pedersen (DEN)  | 1r                 |
| 182                | Alex Kirsch (LUX)    | DNF                |
| 183                | Ryan Mullen (IRL)    | DNF                |
| 184                | Kiel Reijnen (USA)   | DNF                |
| 185                | Toms Skujiņš (LAT)   | 86è                |
| 186                | Jasper Stuyven (BEL) | 38è                |
| 187                | Edward Theuns (BEL)  | 75è                |

| Total Direct Énergie TDE | Total Direct Énergie TDE | Total Direct Énergie TDE |
| ------------------------ | ------------------------ | ------------------------ |
| Núm                      | Ciclista                 | Pos                      |
| 191                      | Niki Terpstra (NED)      | 73è                      |
| 193                      | Mathieu Burgaudeau (FRA) | 88è                      |
| 194                      | Adrien Petit (FRA)       | DNF                      |
| 195                      | Geoffrey Soupe (FRA)     | DNF                      |
| 196                      | Anthony Turgis (FRA)     | 29è                      |
| 197                      | Dries Van Gestel (BEL)   | 85è                      |
| 198                      | Niccolò Bonifazio (ITA)  | DNF                      |

| Alpecin-Fenix AFC | Alpecin-Fenix AFC                 | Alpecin-Fenix AFC |
| ----------------- | --------------------------------- | ----------------- |
| Núm               | Ciclista                          | Pos               |
| 201               | Mathieu van der Poel (NED) (ruta) | 9è                |
| 202               | Senne Leysen (BEL)                | DNF               |
| 203               | Tim Merlier (BEL)                 | 27è               |
| 204               | Jonas Rickaert (BEL)              | 49è               |
| 205               | Oscar Riesebeek (NED)             | 69è               |
| 206               | Otto Vergaerde (BEL)              | 56è               |
| 207               | Gianni Vermeersch (BEL)           | 30è               |

| B&B Hotels-Vital Concept p/b KTM BVC | B&B Hotels-Vital Concept p/b KTM BVC | B&B Hotels-Vital Concept p/b KTM BVC |
| ------------------------------------ | ------------------------------------ | ------------------------------------ |
| Núm                                  | Ciclista                             | Pos                                  |
| 211                                  | Jens Debusschere (BEL)               | 37è                                  |
| 212                                  | Frederik Backaert (BEL)              | DNF                                  |
| 213                                  | Bert De Backer (BEL)                 | 84è                                  |
| 214                                  | Jérémy Lecroq (FRA)                  | DNF                                  |
| 215                                  | Julien Morice (FRA)                  | 87è                                  |
| 216                                  | Luca Mozzato (ITA)                   | DNF                                  |
| 217                                  | Jonas Van Genechten (BEL)            | DNF                                  |

| Bingoal-Wallonie Bruxelles WVA | Bingoal-Wallonie Bruxelles WVA | Bingoal-Wallonie Bruxelles WVA |
| ------------------------------ | ------------------------------ | ------------------------------ |
| Núm                            | Ciclista                       | Pos                            |
| 221                            | Lionel Taminiaux (BEL)         | DNF                            |
| 222                            | Sean De Bie (BEL)              | DNF                            |
| 223                            | Jonas Castrique (BEL)          | DNF                            |
| 224                            | Kenny Molly (BEL)              | 82è                            |
| 225                            | Aksel Nõmmela (EST)            | 77è                            |
| 226                            | Ludovic Robeet (BEL)           | DNF                            |
| 227                            | Tom Wirtgen (LUX)              | DNF                            |

| Circus-Wanty Gobert CWG | Circus-Wanty Gobert CWG    | Circus-Wanty Gobert CWG |
| ----------------------- | -------------------------- | ----------------------- |
| Núm                     | Ciclista                   | Pos                     |
| 231                     | Ludwig De Winter (BEL)     | DNF                     |
| 232                     | Xandro Meurisse (BEL)      | 78è                     |
| 233                     | Timothy Dupont (BEL)       | DNF                     |
| 234                     | Andrea Pasqualon (ITA)     | 20è                     |
| 235                     | Boy van Poppel (NED)       | DNF                     |
| 236                     | Danny van Poppel (NED)     | DNF                     |
| 237                     | Pieter Vanspeybrouck (BEL) | DNF                     |

| Sport Vlaanderen-Baloise SVB | Sport Vlaanderen-Baloise SVB | Sport Vlaanderen-Baloise SVB |
| ---------------------------- | ---------------------------- | ---------------------------- |
| Núm                          | Ciclista                     | Pos                          |
| 241                          | Cedric Beullens (BEL)        | DNF                          |
| 242                          | Amaury Capiot (BEL)          | 23è                          |
| 243                          | Gilles De Wilde (BEL)        | DNF                          |
| 244                          | Thomas Sprengers (BEL)       | 76è                          |
| 245                          | Kenneth Van Rooy (BEL)       | DNF                          |
| 246                          | Aaron Van Poucke (BEL)       | 62è                          |
| 247                          | Sasha Weemaes (BEL)          | DNF                          |

| UAE Team Emirates UAD | UAE Team Emirates UAD      | UAE Team Emirates UAD |
| --------------------- | -------------------------- | --------------------- |
| Núm                   | Ciclista                   | Pos                   |
| 1                     | Alexander Kristoff (NOR)   | 19è                   |
| 2                     | Tom Bohli (SUI)            | DNF                   |
| 3                     | Sven Erik Bystrøm (NOR)    | 42è                   |
| 4                     | Vegard Stake Laengen (NOR) | 89è                   |
| 5                     | Marco Marcato (ITA)        | 95è                   |
| 6                     | Rui Oliveira (POR)         | DNF                   |
| 7                     | Jasper Philipsen (BEL)     | 47è                   |

| Deceuninck-Quick Step DQT | Deceuninck-Quick Step DQT   | Deceuninck-Quick Step DQT |
| ------------------------- | --------------------------- | ------------------------- |
| Núm                       | Ciclista                    | Pos                       |
| 11                        | Sam Bennett (IRL)           | DNF                       |
| 12                        | Kasper Asgreen (DEN) (ruta) | 11è                       |
| 13                        | Tim Declercq (BEL)          | 71è                       |
| 14                        | Yves Lampaert (BEL)         | 7è                        |
| 15                        | Florian Sénéchal (FRA)      | 2n                        |
| 16                        | Zdeněk Štybar (CZE)         | 41è                       |
| 17                        | Bert Van Lerberghe (BEL)    | 72è                       |

| Lotto-Soudal LTS | Lotto-Soudal LTS         | Lotto-Soudal LTS |
| ---------------- | ------------------------ | ---------------- |
| Núm              | Ciclista                 | Pos              |
| 21               | Caleb Ewan (AUS)         | DNF              |
| 22               | Jasper De Buyst (BEL)    | 64è              |
| 23               | John Degenkolb (GER)     | 6è               |
| 24               | Frederik Frison (BEL)    | 26è              |
| 25               | Roger Kluge (GER)        | DNF              |
| 26               | Brent Van Moer (BEL)     | 33è              |
| 27               | Florian Vermeersch (BEL) | 13è              |

| AG2R La Mondiale ALM | AG2R La Mondiale ALM    | AG2R La Mondiale ALM |
| -------------------- | ----------------------- | -------------------- |
| Núm                  | Ciclista                | Pos                  |
| 31                   | Oliver Naesen (BEL)     | 14è                  |
| 32                   | Silvan Dillier (SUI)    | 22è                  |
| 33                   | Julien Duval (FRA)      | 50è                  |
| 34                   | Dorian Godon (FRA)      | DNF                  |
| 35                   | Alexis Gougeard (FRA)   | 46è                  |
| 36                   | Lawrence Naesen (BEL)   | 34è                  |
| 37                   | Stijn Vandenbergh (BEL) | DNF                  |

| Astana AST | Astana AST              | Astana AST |
| ---------- | ----------------------- | ---------- |
| Núm        | Ciclista                | Pos        |
| 41         | Danil Fominikh (KAZ)    | DNF        |
| 42         | Laurens De Vreese (BEL) | DNF        |
| 43         | Ievgueni Guiditx (KAZ)  | DNF        |
| 44         | Dmitri Grúzdev (KAZ)    | DNF        |
| 45         | Hugo Houle (CAN)        | 36è        |
| 46         | Davide Martinelli (ITA) | DNF        |
| 47         | Nikita Stalnow (KAZ)    | DNF        |

| Bahrain McLaren TBM | Bahrain McLaren TBM       | Bahrain McLaren TBM |
| ------------------- | ------------------------- | ------------------- |
| Núm                 | Ciclista                  | Pos                 |
| 51                  | Mark Cavendish (GBR)      | 74è                 |
| 52                  | Dylan Teuns (BEL)         | 10è                 |
| 53                  | Sonny Colbrelli (ITA)     | DNF                 |
| 54                  | Iván García Cortina (ESP) | 51è                 |
| 55                  | Marco Haller (AUT)        | DNF                 |
| 56                  | Marcel Sieberg (GER)      | DNF                 |
| 57                  | Fred Wright (GBR)         | 39è                 |

| Bora-Hansgrohe BOH | Bora-Hansgrohe BOH        | Bora-Hansgrohe BOH |
| ------------------ | ------------------------- | ------------------ |
| Núm                | Ciclista                  | Pos                |
| 61                 | Pascal Ackermann (GER)    | DNF                |
| 62                 | Marcus Burghardt (GER)    | 31è                |
| 63                 | Jean-Pierre Drucker (LUX) | 15è                |
| 64                 | Daniel Oss (ITA)          | DNF                |
| 65                 | Lukas Pöstlberger (AUT)   | DNF                |
| 66                 | Andreas Schillinger (GER) | 60è                |
| 67                 | Michael Schwarzmann (GER) | DNF                |

| CCC Team CCC | CCC Team CCC                   | CCC Team CCC |
| ------------ | ------------------------------ | ------------ |
| Núm          | Ciclista                       | Pos          |
| 71           | Matteo Trentin (ITA)           | 3r           |
| 72           | Jonas Koch (GER)               | DNF          |
| 73           | Michael Schär (SUI)            | 68è          |
| 74           | Gijs Van Hoecke (BEL)          | 32è          |
| 75           | Nathan Van Hooydonck (BEL)     | 53è          |
| 76           | Guillaume Van Keirsbulck (BEL) | 81è          |
| 77           | Georg Zimmermann (GER)         | 66è          |

| Cofidis COF | Cofidis COF              | Cofidis COF |
| ----------- | ------------------------ | ----------- |
| Núm         | Ciclista                 | Pos         |
| 81          | Christophe Laporte (FRA) | DNF         |
| 82          | Dimitri Claeys (BEL)     | DNF         |
| 83          | Piet Allegaert (BEL)     | 55è         |
| 84          | Cyril Lemoine (FRA)      | 25è         |
| 85          | Damien Touzé (FRA)       | 40è         |
| 87          | Julien Vermote (BEL)     | 58è         |

| EF Pro Cycling EF1 | EF Pro Cycling EF1        | EF Pro Cycling EF1 |
| ------------------ | ------------------------- | ------------------ |
| Núm                | Ciclista                  | Pos                |
| 91                 | Alberto Bettiol (ITA)     | 4t                 |
| 92                 | Jens Keukeleire (BEL)     | 91è                |
| 93                 | Sebastian Langeveld (NED) | DNF                |
| 94                 | Jonas Rutsch (GER)        | DNF                |
| 95                 | Thomas Scully (NZL)       | 44è                |
| 96                 | Julius van den Berg (NED) | 94è                |
| 97                 | Sep Vanmarcke (BEL)       | 17è                |

| Groupama-FDJ GFC | Groupama-FDJ GFC           | Groupama-FDJ GFC |
| ---------------- | -------------------------- | ---------------- |
| Núm              | Ciclista                   | Pos              |
| 101              | Stefan Küng (SUI)          | 5è               |
| 103              | Kevin Geniets (LUX) (ruta) | NP               |
| 104              | Fabian Lienhard (SUI)      | DNF              |
| 105              | Tobias Ludvigsson (SWE)    | NP               |
| 106              | Mickaël Delage (FRA)       | DNF              |
| 107              | Jake Stewart (GBR)         | 35è              |

| Israel Start-Up Nation ISN | Israel Start-Up Nation ISN | Israel Start-Up Nation ISN |
| -------------------------- | -------------------------- | -------------------------- |
| Núm                        | Ciclista                   | Pos                        |
| 111                        | Nils Politt (GER)          | 52è                        |
| 112                        | Travis McCabe (USA)        | DNF                        |
| 113                        | Guillaume Boivin (CAN)     | DNF                        |
| 114                        | Itamar Einhorn (ISR)       | DNF                        |
| 115                        | André Greipel (GER)        | DNF                        |
| 116                        | Hugo Hofstetter (FRA)      | 24è                        |
| 117                        | Tom Van Asbroeck (BEL)     | 48è                        |

| Jumbo-Visma TJV | Jumbo-Visma TJV             | Jumbo-Visma TJV |
| --------------- | --------------------------- | --------------- |
| Núm             | Ciclista                    | Pos             |
| 121             | Wout van Aert (BEL)         | 8è              |
| 122             | Pascal Eenkhoorn (NED)      | 63è             |
| 123             | Amund Grøndahl Jansen (NOR) | 90è             |
| 124             | Taco van der Hoorn (NED)    | 54è             |
| 125             | Timo Roosen (NED)           | 59è             |
| 126             | Mike Teunissen (NED)        | 18è             |
| 127             | Maarten Wynants (BEL)       | DNF             |

| Mitchelton-Scott MTS | Mitchelton-Scott MTS      | Mitchelton-Scott MTS |
| -------------------- | ------------------------- | -------------------- |
| Núm                  | Ciclista                  | Pos                  |
| 131                  | Jack Bauer (NZL)          | DNF                  |
| 132                  | Luke Durbridge (AUS)      | DNF                  |
| 133                  | Alexander Edmondson (AUS) | DNF                  |
| 134                  | Kaden Groves (AUS)        | DNF                  |
| 135                  | Alexander Konychev (ITA)  | 80è                  |
| 136                  | Luka Mezgec (SLO)         | 65è                  |
| 137                  | Barnabás Peák (HUN)       | DNF                  |

| Movistar Team MOV | Movistar Team MOV              | Movistar Team MOV |
| ----------------- | ------------------------------ | ----------------- |
| Núm               | Ciclista                       | Pos               |
| 141               | Iñigo Elosegui (ESP)           | DNF               |
| 142               | Juri Hollmann (GER)            | 67è               |
| 143               | Johan Jacobs (SUI)             | 16è               |
| 144               | Sebastián Mora Vedri (ESP)     | DNF               |
| 145               | Eduard Prades i Reverter (ESP) | 70è               |

| NTT Pro Cycling NTT | NTT Pro Cycling NTT               | NTT Pro Cycling NTT |
| ------------------- | --------------------------------- | ------------------- |
| Núm                 | Ciclista                          | Pos                 |
| 151                 | Edvald Boasson Hagen (NOR)        | 45è                 |
| 152                 | Samuele Battistella (ITA)         | 61è                 |
| 153                 | Michael Gogl (AUT)                | 92è                 |
| 154                 | Michael Valgren Andersen (DEN)    | 93è                 |
| 155                 | Reinardt Janse van Rensburg (RSA) | 28è                 |
| 156                 | Rasmus Tiller (NOR)               | 43è                 |
| 157                 | Max Walscheid (GER)               | 57è                 |

| Ineos Grenadiers IGD | Ineos Grenadiers IGD      | Ineos Grenadiers IGD |
| -------------------- | ------------------------- | -------------------- |
| Núm                  | Ciclista                  | Pos                  |
| 161                  | Michał Kwiatkowski (POL)  | DNF                  |
| 162                  | Leonardo Basso (ITA)      | 79è                  |
| 163                  | Christian Knees (GER)     | DNF                  |
| 164                  | Christopher Lawless (GBR) | 83è                  |
| 165                  | Ethan Hayter (GBR)        | DNF                  |
| 166                  | Luke Rowe (GBR)           | 12è                  |
| 167                  | Owain Doull (GBR)         | DNF                  |

| Team Sunweb SUN | Team Sunweb SUN       | Team Sunweb SUN |
| --------------- | --------------------- | --------------- |
| Núm             | Ciclista              | Pos             |
| 172             | Nikias Arndt (GER)    | DNF             |
| 173             | Cees Bol (NED)        | 21è             |
| 174             | Alberto Dainese (ITA) | DNF             |
| 175             | Nils Eekhoff (NED)    | DNF             |
| 176             | Max Kanter (GER)      | DNF             |
| 177             | Mark Donovan (GBR)    | DNF             |

| Trek-Segafredo TFS | Trek-Segafredo TFS   | Trek-Segafredo TFS |
| ------------------ | -------------------- | ------------------ |
| Núm                | Ciclista             | Pos                |
| 181                | Mads Pedersen (DEN)  | 1r                 |
| 182                | Alex Kirsch (LUX)    | DNF                |
| 183                | Ryan Mullen (IRL)    | DNF                |
| 184                | Kiel Reijnen (USA)   | DNF                |
| 185                | Toms Skujiņš (LAT)   | 86è                |
| 186                | Jasper Stuyven (BEL) | 38è                |
| 187                | Edward Theuns (BEL)  | 75è                |

| Total Direct Énergie TDE | Total Direct Énergie TDE | Total Direct Énergie TDE |
| ------------------------ | ------------------------ | ------------------------ |
| Núm                      | Ciclista                 | Pos                      |
| 191                      | Niki Terpstra (NED)      | 73è                      |
| 193                      | Mathieu Burgaudeau (FRA) | 88è                      |
| 194                      | Adrien Petit (FRA)       | DNF                      |
| 195                      | Geoffrey Soupe (FRA)     | DNF                      |
| 196                      | Anthony Turgis (FRA)     | 29è                      |
| 197                      | Dries Van Gestel (BEL)   | 85è                      |
| 198                      | Niccolò Bonifazio (ITA)  | DNF                      |

| Alpecin-Fenix AFC | Alpecin-Fenix AFC                 | Alpecin-Fenix AFC |
| ----------------- | --------------------------------- | ----------------- |
| Núm               | Ciclista                          | Pos               |
| 201               | Mathieu van der Poel (NED) (ruta) | 9è                |
| 202               | Senne Leysen (BEL)                | DNF               |
| 203               | Tim Merlier (BEL)                 | 27è               |
| 204               | Jonas Rickaert (BEL)              | 49è               |
| 205               | Oscar Riesebeek (NED)             | 69è               |
| 206               | Otto Vergaerde (BEL)              | 56è               |
| 207               | Gianni Vermeersch (BEL)           | 30è               |

| B&B Hotels-Vital Concept p/b KTM BVC | B&B Hotels-Vital Concept p/b KTM BVC | B&B Hotels-Vital Concept p/b KTM BVC |
| ------------------------------------ | ------------------------------------ | ------------------------------------ |
| Núm                                  | Ciclista                             | Pos                                  |
| 211                                  | Jens Debusschere (BEL)               | 37è                                  |
| 212                                  | Frederik Backaert (BEL)              | DNF                                  |
| 213                                  | Bert De Backer (BEL)                 | 84è                                  |
| 214                                  | Jérémy Lecroq (FRA)                  | DNF                                  |
| 215                                  | Julien Morice (FRA)                  | 87è                                  |
| 216                                  | Luca Mozzato (ITA)                   | DNF                                  |
| 217                                  | Jonas Van Genechten (BEL)            | DNF                                  |

| Bingoal-Wallonie Bruxelles WVA | Bingoal-Wallonie Bruxelles WVA | Bingoal-Wallonie Bruxelles WVA |
| ------------------------------ | ------------------------------ | ------------------------------ |
| Núm                            | Ciclista                       | Pos                            |
| 221                            | Lionel Taminiaux (BEL)         | DNF                            |
| 222                            | Sean De Bie (BEL)              | DNF                            |
| 223                            | Jonas Castrique (BEL)          | DNF                            |
| 224                            | Kenny Molly (BEL)              | 82è                            |
| 225                            | Aksel Nõmmela (EST)            | 77è                            |
| 226                            | Ludovic Robeet (BEL)           | DNF                            |
| 227                            | Tom Wirtgen (LUX)              | DNF                            |

| Circus-Wanty Gobert CWG | Circus-Wanty Gobert CWG    | Circus-Wanty Gobert CWG |
| ----------------------- | -------------------------- | ----------------------- |
| Núm                     | Ciclista                   | Pos                     |
| 231                     | Ludwig De Winter (BEL)     | DNF                     |
| 232                     | Xandro Meurisse (BEL)      | 78è                     |
| 233                     | Timothy Dupont (BEL)       | DNF                     |
| 234                     | Andrea Pasqualon (ITA)     | 20è                     |
| 235                     | Boy van Poppel (NED)       | DNF                     |
| 236                     | Danny van Poppel (NED)     | DNF                     |
| 237                     | Pieter Vanspeybrouck (BEL) | DNF                     |

| Sport Vlaanderen-Baloise SVB | Sport Vlaanderen-Baloise SVB | Sport Vlaanderen-Baloise SVB |
| ---------------------------- | ---------------------------- | ---------------------------- |
| Núm                          | Ciclista                     | Pos                          |
| 241                          | Cedric Beullens (BEL)        | DNF                          |
| 242                          | Amaury Capiot (BEL)          | 23è                          |
| 243                          | Gilles De Wilde (BEL)        | DNF                          |
| 244                          | Thomas Sprengers (BEL)       | 76è                          |
| 245                          | Kenneth Van Rooy (BEL)       | DNF                          |
| 246                          | Aaron Van Poucke (BEL)       | 62è                          |
| 247                          | Sasha Weemaes (BEL)          | DNF                          |